# Batalla de Şarköy
La batalla de Şarköy u operación Şarköy (en búlgaro, Битка при Шаркьой; en turco, Şarköy Çıkarması) se llevó a cabo entre el 9 y 11 de febrero de 1913 durante la Primera Guerra de los Balcanes entre Bulgaria y el Imperio Otomano. Los otomanos intentaron un contraataque, pero fueron aplastados por los búlgaros en las batallas de Bulair y Şarköy.

## Fuente
- Las batallas de Bulair y Şarköy (en búlgaro)

- Datos: Q3622710